# Ерик Максим Чупо-Мотинг
Ян-Ерик Максим Чупо-Мотинг е германски нападател от камерунски произход. Роден е на 23 март 1989 г. в Хамбург. Играе за американския Ню Йорк Ред Булс и за националния отбор по футбол на Камерун.

## Кариера
Започва да тренира футбол в Санкт Паули, а по-късно преминава в Тойтония 05, а след това и в Алтона 93. С връстниците си от този отбор печели Купата на Хамбург. От 2004 г. играе в Хамбургер, а през зимната пауза на сезон 2006/07 е повикан в дублиращия отбор, който играе в трета дивизия. След добри изяви подписва професионален договор през май същата година.
Първия си гол за „А“ отбора отбелязва на 1 август 2007 в приятелския мач срещу Ювентус (1:0). Четири дни по-късно вкарва и в първия си официален мач – срещу Холщайн Кил за Купата на Германия (0:5). В Първа Бундеслига дебютира на 11 август 2007 при победата над Хановер (0:1). През първия си сезон изиграва 13 мача, от които един като титуляр. Освен това изиграва три мача за Купата на Германия (1 гол) и седем в евротурнирите (2 гола).

## Успехи
Пари Сен Жермен
- Лига 1: 2018/19, 2019/20
- Суперкупа на Франция: 2019
- Купа на Лигата : 2020

#### Байерн Мюнхен
- Суперкупа на Германия : 2021, 2022
- Бундеслига : 2020/21, 2021/22
- Световно клубно първенство на ФИФА